# Yordi López
Yordi Emmanuel López Díaz (Artigas, 17 giugno 2002) è un calciatore uruguaiano, centrocampista dell'Artigas in prestito dal Liverpool (M).

## Caratteristiche tecniche
Gioca nel ruolo di terzino destro.

## Carriera
López è cresciuto nel settore giovanile del Liverpool (M), con cui ha debuttato il 16 marzo 2022 nell'incontro di Coppa Sudamericana perso 2-0 contro il River Plate (M). Un mese più tardi ha debuttato anche in Primera División contro il Montevideo City Torque.

## Statistiche

### Presenze e reti nei club
Statistiche aggiornate al 29 aprile 2024.
| Stagione        | Squadra         | Campionato      | Campionato | Campionato | Coppe nazionali | Coppe nazionali | Coppe nazionali | Coppe continentali | Coppe continentali | Coppe continentali | Altre coppe | Altre coppe | Altre coppe | Totale | Totale | Totale |
| Stagione        | Squadra         | Comp            | Pres       | Reti       | Comp            | Pres            | Reti            | Comp               | Pres               | Reti               | Comp        | Pres        | Reti        | Pres   | Reti   |        |
| --------------- | --------------- | --------------- | ---------- | ---------- | --------------- | --------------- | --------------- | ------------------ | ------------------ | ------------------ | ----------- | ----------- | ----------- | ------ | ------ | ------ |
| 2022            | Liverpool (M)   | PD              | 3          | 0          | CU              | 3               | 0               | CS                 | 1                  | 0                  |             | -           | -           | 7      | 0      |        |
| 2023            | Liverpool (M)   | PD              | 4          | 0          | CU              | 1               | 0               | CL                 | 0                  | 0                  | SU          | 0           | 0           | 5      | 0      |        |
| 2024            | Liverpool (M)   | PD              | 0          | 0          | CU              | 0               | 0               | CL                 | 0                  | 0                  | SU          | 0           | 0           | 0      | 0      |        |
| Totale carriera | Totale carriera | Totale carriera | 7          | 0          |                 | 4               | 0               |                    | 1                  | 0                  |             | 0           | 0           | 12     | 0      |        |

## Palmarès

### Club

#### Competizioni nazionali
- Campionato uruguaiano: 1

Liverpool Montevideo: 2023
- Supercoppa uruguaiana: 2

Liverpool Montevideo: 2023, 2024